# David Robert Mitchell
David Robert Mitchell (Clawson, 19 ottobre 1974) è un regista e sceneggiatore statunitense.

## Biografia
Mitchell è nato a Clawson, nel Michigan. Dopo aver realizzato il cortometraggio Virgin nel 2002, ha scritto e diretto il suo primo lungometraggio The Myth of the American Sleepover, commedia drammatica uscita nel 2010. In seguito ha scritto e diretto l'horror It Follows, uscito nel 2014, che ha riscontrato un grande successo di critica e di pubblico, considerato il suo basso budget da film indipendente. Nel 2018 Mitchell ha diretto Under the Silver Lake, un film neo-noir ambientato a Los Angeles e interpretato da Andrew Garfield.
Nel 2016 è stato nominato membro della giuria della sezione Settimana internazionale della critica al Festival di Cannes 2016.

## Filmografia

### Regista e sceneggiatore
- Virgin - cortometraggio (2002)
- The Myth of the American Sleepover (2010)
- It Follows (2014)
- Under the Silver Lake (2018)